# Margareta Tudor
Margareta Tudor (1489. – 1541.) bila je škotska kraljica kao supruga Jakova IV. od 1503. do 1513. godine. Nakon što joj je suprug poginuo u bitci protiv Engleza (nad kojima je vladao njezin brat, Henrik VIII. i njegova supruga Katarina Aragonska), Margareta je vladala Škotskom kao regent kao majka Jakova V. of 1513. do 1515. godine.

## Odrastanje
Rodila se u Westminsterskoj palači kao najstarija kći i drugo najstarije dijete engleskoga kralja Henrika VII. i Elizabete od Yorka. Nazvali su ju po kraljevoj majci, Margareti Beaufort. Njezin stariji brat, Artur, princ od Walesa, trebao je naslijediti englesku krunu s Katarinom Aragonskom kao svojom kraljicom. Međutim, prerano je umro od bolesti. Njezin mlađi brat, Henrik, vojvoda od Yorka, postat će Henrik VIII. i oženiti bratovu udovicu Katarinu koja je bila pet godina starija od njega. Margaretina mlađa sestra Marija postat će na određeno vrijeme francuska kraljica. Henrik je uvijek bio privrženiji Mariji nego Margareti.

## Brak s Jakovom IV.
Dana 24. siječnja 1502. Škotska i Engleska su sklopile prvi mir u 170 godina putem Margaretina braka sa škotskim kraljem, Jakovom IV. Nakon smrti njezine majke, Elizabete od Yorka, Margareta se 1503. godine uputila u Škotsku. U njezinoj je pratnji bila i gospa Catherine Gordon, udovica Perkina Warbecka, nekadašnjeg pretendenta na englesko prijestolje. Margaretin otac, Henrik VII., dao ga je pogubiti jer mu je ugrožavao savez sa Španjolskom i time dogovore oko braka između Artura i Katarine Aragonske. Naime, u Europi su još postojale sumnje oko "zakonitosti" nove vladarske dinastije Tudor. 
Njezin joj je suprug već namijenio nekoliko imanja i puno odjeće. Kralj je jedan ratni brod nazvao Margareta, po svojoj supruzi.

## Regentica Škotske
Parlament je ubrzo nakon smrti Jakova IV. proglasio Margaretu regentom Škotske sve dok ne odraste njezin sin. U to doba žene nisu bile dobrodošle u pozicijama visokih dužnosti, pogotovo ako je u pitanju sestra neprijateljskog kralja Engleske.